# عدایین (روستا)
 عدایین  (در عربی:  العدایین )
نام روستایی است در دهستان ذی عُمران از توابع استان رَیمه در کشور یمن در شبه جزیره عربستان.

## جمعیت
جمعیت آن (۷۰ ) نفر (۷ خانوار) می‌باشد.